# Johan Henrik von Kochen
Johan Henrik von Kochen, född 21 oktober 1681 i Narva, död 5 mars 1758 på Nyborgs herrgård i Håtuna socken, var en svensk friherre och ämbetsman.
Kochen anställdes efter studier i Uppsala och utlandet 1705 som extraordinarie kanlist i fältkansliet och åtföljde därefter Karl XII ända fram till dennes död, från 1714 som sekreterare i Utrikesexpeditionen. 1709 sändes Kochen med brev från kungen till den fångne Piper, i kalabaliken i Bender blev han fången men snart åter utlöst. Efter Karls hemkomst verkar Kochen ha fungerat som hans förtrogne sekreterere. Under frihetstiden spelade von Kochen, som 1720 blev kansliråd och 1727 statssekreterare och hovkansler, en betydande roll och var 1734 påtänkt till lantmarskalk, vilket han dock avböjde. Han stod Arvid Horn synnerligen nära och påstods rent av leda denne men indrogs också i hans fall och avskedades 1739. Vid riksdagarna 1742/43 och 1746/47 tog Kochen livlig del i mössornas rådslag men framträdde senare ej mer i politiken. Den av von Kochen i Turkiet förda kanslidagboken utgavs i Karolinska krigares dagböcker (1908).